# Samuel Mbajum
Samuel Mbajum est un journaliste et écrivain camerounais.

## Œuvres
Il est auteur de :
- Entretiens sur les non-dits de la décolonisation : confidences d'un administrateur des colonies, Paris, 2007.
- Les Combattants africains dits Tirailleurs sénégalais au secours de la France, 1857-1945[2], Paris, 2014.Prix Robert-Cornevin 2014 de l'Académie des sciences d’outre-mer